# 奥普芬巴赫
奥普芬巴赫是德国巴伐利亚州的一个市镇。总面积16.77平方公里，总人口2309人，其中男性1203人，女性1106人（2011年12月31日），人口密度138人/平方公里。